# Sierra de Mira
La sierra de Mira es un sistema montañoso perteneciente al Sistema Ibérico, que comienza en las elevaciones situadas entre los términos de Camporrobles y Mira, en el límite de las provincias de Valencia y Cuenca; sigue en dirección noreste a través de los términos de Aliaguilla, Garaballa y Talayuelas, por una línea de crestas con altitudes entre 1200 y 1430 m, y acaba en el valle del Turia, entre los términos de Tuéjar y Aras de los Olmos.

## Características
Es un macizo fundamentalmente calizo, con afloramientos de areniscas. Las elevaciones más importantes son el Cabero (1398 m s. n. m.), el Caballuelo (1403 m). Desde este último se pueden observar la mayoría de lugares de interés de la zona.
Por su territorio discurren varias vías pecuarias, como la Cañada Real del Reino de Valencia o la Cañada Real número doce (o del Collado de Pedro Chova).

## Flora
En la sierra se puede apreciar una gran riqueza y variabilidad en cuanto a flora y vegetación, gracias a reunirse allí varios factores entre los que destacan:
- Una situación geográfica puente entre dos regiones naturales, tan peculiares y diferenciadas, como son la meseta ibérica y el litoral levantino.

- Una gran variabilidad de sustratos geológicos, desde cuarcitas paleozoicas hasta llanuras cuaternarias de aluvión pasando por importantes masas de areniscas y conglomerados triásicos, calizas jurásicas y cretácicas y diversas rocas sedimentarias terciarias.

Dentro de las múltiples especies que se presentan, algunas de las más representativas serían el
Quercus pyrenaica, la Cytisus scoparius, la Viola riviniana o la Erica cinerea.

## Fauna
En la sierra se pueden encontrar ciertos mamíferos como jabalíes, corzos, conejos, liebres y, en menor medida, ciervos. Las especies protegidas son la ardilla, el erizo común, la garduña, el tejón, la jineta y el gato montés. También cuenta con una rica variedad entomológica.

## Espacios Protegidos
A comienzos del siglo XXI se declararon dos espacios naturales protegidos bajo la denominación de Microrreserva:
- El Molón: En el año 2000 el gobierno valenciano creó esta microrreserva para proteger la Armeria filicaulis, la Phyllitis scolopendrium y la Pimpinella tragium.
- El Pico del Pelado: Esta microrreserva fue creada en el 2002 por el gobierno de Castilla-La Mancha con el objetivo fundamental de proteger la especie de flora, Erodium celtibericum, catalogada como “vulnerable” y de escasa representación en la región. Se trata de un endemismo del Sistema Ibérico restringido a las crestas calizas más descarnadas y expuestas, prefiriendo las orientaciones más húmedas.[7]

## Zonas de Interés
- Fuente del Rebollo: Manantial natural situado en un paraje completamente de monte, de pinos y matorrales, de vegetación autóctona, salvaje. Hay habilitada un área recreativa y de descanso.
- Fuente del Buitre: Manantial natural.
- Mina Santa Filomena: Esta mina, conocida ya en el siglo XVIII, fue registrada por una sociedad conquense sobre 1850. A comienzos del siglo XX fue nuevamente demarcada con el nombre de La Felicidad, estableciéndose algunas cortas a cielo abierto que hicieron desaparecer el pozo, del que ahora es posible reconocer solamente un pequeño tramo en una de las cortas. El socavón principal fue convertido posteriormente en fuente, conocida como la Fuente de la Mina, mediante una represa que retiene el agua y que inunda toda la galería.[8]
- El Molón: Yacimiento prerromano y andalusí situado en el término municipal de Camporrobles.
- El Molón II: Pequeño asentamiento fortificado prerromano situado en las estribaciones de la Sierra de Mira, que constituye el principal accidente geográfico de la zona, claramente vinculado con su homónimo valenciano (El Molón).
- La Plaza de Sobrarias: Yacimiento prerromano localizado hacia el noreste de Aliaguilla.
- El Picarcho: Yacimiento arqueológico de la Edad del Bronce situado al norte de Camporrobles.
- Pico Ranera: Desde su cima de 1430 m se observan la mayoría de lugares de interés de la zona, como son el embalse de Benagéber, la laguna de Talayuelas, Talayuelas, Landete, Mira, Garaballa, el castillo de Moya y la plaza de Sobrarías de Aliaguilla.

## Curiosidades
En el casco antiguo de la villa de Vallecas son muy comunes los nombres de las calles con temática geográfica: sierras, montes, ríos, lagos, puertos, etc. Muy cerca de la estación de Congosto se encuentra la calle Sierra de Mira.